# Alternaria brassicae
Alternaria brassicae es un hongo patógeno de las plantas capaz de infectar a la mayoría de brasicas incluyendo muchas especies importantes en agricultura como bróculi, col y colza. Causa el marchitamiento de las plantas si ataca cuando ellas son jóvenes. Los ataques en plantas adultas son menos severos, causando manchas en las hojas.